# Rallycross di Svezia 2021
Il Rallycross di Svezia 2021, ufficialmente denominato Swecon World RX of Sweden, è stata l'edizione 2021 del rallycross di Svezia. La manifestazione si è svolta il 21 e il 22 luglio sul circuito del Höljesbanan a Höljes, villaggio situato in territorio di Torsby all'estremo nord della contea di Värmland, ed era valida come seconda prova del campionato del mondo rallycross 2021 nelle classi RX1 e RX2e, nonché come seconda gara del campionato europeo rallycross 2021 (la prima per la categoria RX1 e la seconda per la RX3).
L'evento del World RX è stato vinto nella categoria RX1 dal pilota di casa Timmy Hansen alla guida di una Peugeot 208 WRX del Hansen World RX Team, sopravanzando in finale il fratello nonché compagno di squadra Kevin e l'olandese Kevin Abbring, terzo alla guida di una Renault Mégane R.S. della scuderia francese Unkorrupted; la coppia svedese conquistò quindi la seconda doppietta consecutiva dopo quella ottenuta nel primo appuntamento stagionale a Barcellona, mentre per Abbring si trattò del primo podio in carriera nel World RX. Nella categoria RX2e, serie monomarca nella quale si gareggia soltanto con vetture a propulsione elettrica, ha primeggiato invece il finlandese Jesse Kallio.
Nell'evento dell'Euro RX stavolta si gareggiava in entrambe le categorie; nella RX1, al debutto stagionale, si impose il norvegese Thomas Bryntesson su Volkswagen Polo, mentre nella classe cadetta RX3 (chiamata Super1600 sino alla stagione 2020), primeggiò lo svizzero Yuri Belevskiy su Audi A1, alla sua seconda vittoria consecutiva stagionale.

## Risultati World RX

### Classifiche finali

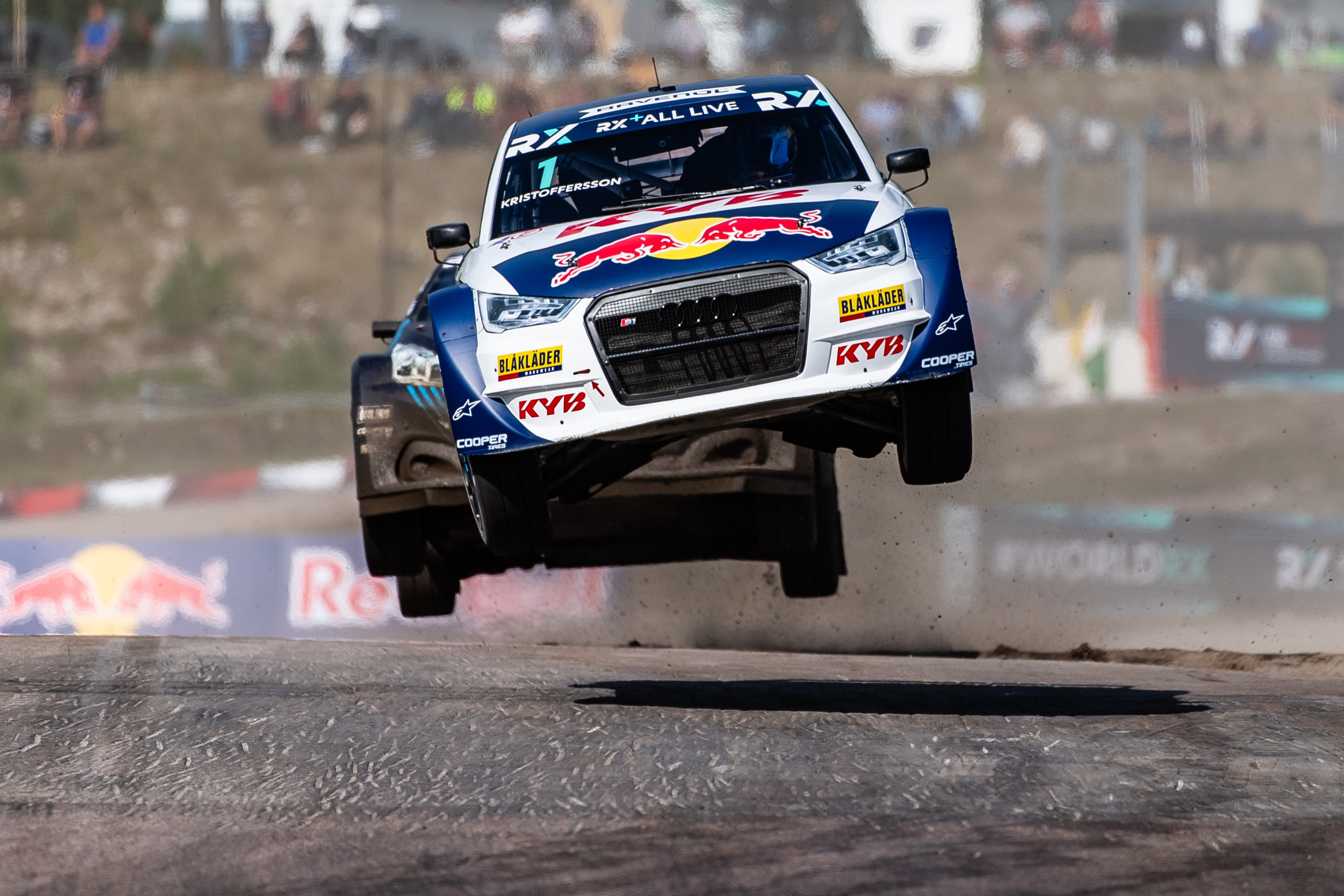
Johan Kristoffersson (davanti) e Timmy Hansen durante un salto

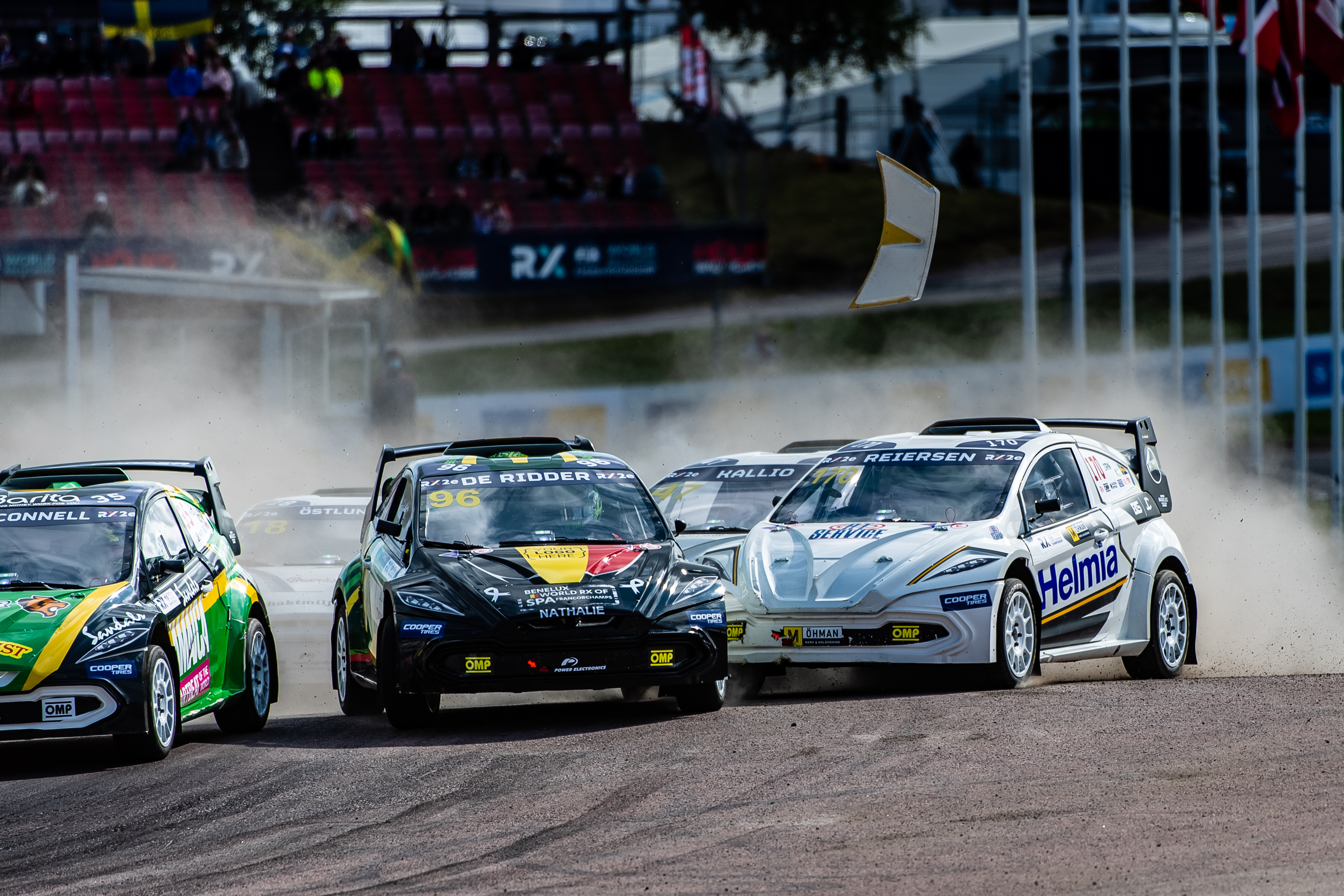
Fase concitata durante la gara della categoria RX2e

| Categoria RX1  | Categoria RX1 | Categoria RX1        | Categoria RX1       | Categoria RX1             | Categoria RX1  | Categoria RX1  | Categoria RX1 | Categoria RX1 | Categoria RX1 | Categoria RX1 | Categoria RX1 | Categoria RX1 |
| Pos.           | N°            | Pilota               | Auto                | Squadra                   | Qualificazioni | Qualificazioni | Semifinali    | Semifinali    | Semifinali    | Finale        | Finale        | PC            |
| Pos.           | N°            | Pilota               | Auto                | Squadra                   | Pos.           | Punti          | SF1           | SF2           | Punti         | Pos.          | Punti         | PC            |
| -------------- | ------------- | -------------------- | ------------------- | ------------------------- | -------------- | -------------- | ------------- | ------------- | ------------- | ------------- | ------------- | ------------- |
| 1              | 21            | Timmy Hansen         | Peugeot 208         | Hansen World RX Team      | 1º             | 16             | 1º            | –             | 6             | 1º            | 8             | 30            |
| 2              | 9             | Kevin Hansen         | Peugeot 208         | Hansen World RX Team      | 6º             | 11             | –             | 1º            | 6             | 2º            | 5             | 22            |
| 3              | 69            | Kevin Abbring        | Renault Mégane R.S. | Unkorrupted               | 3º             | 14             | 2º            | –             | 5             | 3º            | 4             | 23            |
| 4              | 91            | Enzo Ide             | Audi S1             | KYB EKS JC                | 8º             | 9              | –             | 3º            | 4             | 4º            | 3             | 16            |
| 5              | 23            | Krisztián Szabó      | Hyundai i20 WRX     | GRX-Set World RX Team     | 4º             | 13             | –             | 2º            | 5             | 5º            | 2             | 20            |
| 6              | 18            | Juha Rytkönen        | Ford Fiesta MK6     | Juha Rytkönen             | 7º             | 10             | 3º            | –             | 4             | 6º            | 1             | 15            |
| 7              | 1             | Johan Kristoffersson | Audi S1             | KYB EKS JC                | 2º             | 15             | –             | 5º            | 2             | nq            | nq            | 17            |
| 8              | 68            | Niclas Grönholm      | Hyundai i20 WRX     | GRX-Set World RX Team     | 5º             | 12             | 5º            | –             | 2             | nq            | nq            | 14            |
| 9              | 18            | Peter Hedström       | Hyundai i20 WRX     | Hedströms Motorsport      | 9º             | 8              | 4º            | –             | 3             | nq            | nq            | 11            |
| 10             | 50            | Attila Mózer         | Ford Fiesta MK6     | Nyirad Motorsport KFT     | 10º            | 7              | –             | 4º            | 3             | nq            | nq            | 10            |
|                |               |                      |                     |                           |                |                |               |               |               |               |               |               |
| Categoria RX2e |               |                      |                     |                           |                |                |               |               |               |               |               |               |
| Pos.           | N°            | Pilota               | Auto                | Squadra                   | Qualificazioni | Qualificazioni | Semifinali    | Semifinali    | Semifinali    | Finale        | Finale        | PC            |
| Pos.           | N°            | Pilota               | Auto                | Squadra                   | Pos.           | Punti          | SF1           | SF2           | Punti         | Pos.          | Punti         | PC            |
| 1              | 47            | Jesse Kallio         | RX2e                | Olsbergs MSE              | 2º             | 15             | –             | 1º            | 6             | 1º            | 8             | 29            |
| 2              | 35            | Fraser McConnell     | RX2e                | Olsbergs MSE              | 1º             | 16             | 1º            | –             | 6             | 2º            | 5             | 27            |
| 3              | 82            | Isak Sjökvist        | RX2e                | Isak Sjökvist             | 8º             | 9              | –             | 3º            | 4             | 3º            | 4             | 17            |
| 4              | 96            | Guillaume De Ridder  | RX2e                | Guillaume De Ridder       | 4º             | 13             | –             | 2º            | 5             | 4º            | 3             | 21            |
| 5              | 18            | Linus Östlund        | RX2e                | Linus Östlund             | 5º             | 12             | 2º            | –             | 5             | 5º            | 2             | 19            |
| 6              | 13            | Patrick O'Donovan    | RX2e                | Patrick O'Donovan         | 7º             | 10             | 3º            | –             | 4             | 6º            | 1             | 15            |
| 7              | 14            | Nils Andersson       | RX2e                | Kristoffersson Motorsport | 3º             | 14             | 5º            | –             | 2             | nq            | nq            | 16            |
| 8              | 170           | Isak Reiersen        | RX2e                | EKS JC                    | 6º             | 11             | –             | 5º            | 2             | nq            | nq            | 13            |
| 9              | 21            | Damien Meunier       | RX2e                | Damien Meunier            | 9º             | 8              | 4º            | –             | 3             | nq            | nq            | 11            |
| 10             | 5             | Pablo Suárez         | RX2e                | Ruben Fernandez Gil       | 10º            | 7              | –             | 4º            | 3             | nq            | nq            | 10            |

### Qualificazioni
| 1              | 21  | Timmy Hansen         | Peugeot 208         | Hansen World RX Team      | 45 (2º)        | 50 (1º)  | 45 (2º)  | 45 (2º)        | 185 | 16    |  |  |
| 2              | 1   | Johan Kristoffersson | Audi S1             | KYB EKS JC                | 50 (1º)        | 45 (2º)  | 38 (6º)  | 50 (1º)        | 183 | 15    |  |  |
| 3              | 69  | Kevin Abbring        | Renault Mégane R.S. | Unkorrupted               | 36 (8º)        | 37 (7º)  | 50 (1º)  | 42 (3º)        | 165 | 14    |  |  |
| 4              | 23  | Krisztián Szabó      | Hyundai i20 WRX     | GRX-Set World RX Team     | 38 (6º)        | 42 (3º)  | 40 (4º)  | 40 (4º)        | 160 | 13    |  |  |
| 5              | 68  | Niclas Grönholm      | Hyundai i20 WRX     | GRX-Set World RX Team     | 42 (3º)        | 40 (4º)  | 37 (7º)  | 34 (10º)       | 153 | 12    |  |  |
| 6              | 9   | Kevin Hansen         | Peugeot 208         | Hansen World RX Team      | 40 (4º)        | 35 (9º)  | 39 (5º)  | 39 (5º)        | 153 | 11    |  |  |
| 7              | 18  | Juha Rytkönen        | Ford Fiesta MK6     | Juha Rytkönen             | 33 (10º - DNF) | 38 (6º)  | 42 (3º)  | 38 (6º)        | 151 | 10    |  |  |
| 8              | 91  | Enzo Ide             | Audi S1             | KYB EKS JC                | 37 (7º)        | 39 (5º)  | 36 (8º)  | 37 (7º)        | 149 | 9     |  |  |
| 9              | 18  | Peter Hedström       | Hyundai i20 WRX     | Hedströms Motorsport      | 39 (5º)        | 36 (8º)  | 35 (9º)  | 36 (8º)        | 146 | 8     |  |  |
| 10             | 50  | Attila Mózer         | Ford Fiesta MK6     | Nyirad Motorsport KFT     | 35 (9º)        | 34 (10º) | 34 (10º) | 35 (9º)        | 138 | 7     |  |  |
|                |     |                      |                     |                           |                |          |          |                |     |       |  |  |
| Categoria RX2e |     |                      |                     |                           |                |          |          |                |     |       |  |  |
| Pos.           | N°  | Pilota               | Auto                | Squadra                   | Q1             | Q2       | Q3       | Q4             | PQ  | Punti |  |  |
| 1              | 35  | Fraser McConnell     | RX2e                | Olsbergs MSE              | 50 (1º)        | 50 (1º)  | 45 (2º)  | 45 (2º)        | 190 | 16    |  |  |
| 2              | 47  | Jesse Kallio         | RX2e                | Olsbergs MSE              | 42 (3º)        | 37 (7º)  | 50 (1º)  | 50 (1º)        | 179 | 15    |  |  |
| 3              | 14  | Nils Andersson       | RX2e                | Kristoffersson Motorsport | 38 (6º)        | 45 (2º)  | 39 (5º)  | 42 (3º)        | 164 | 14    |  |  |
| 4              | 96  | Guillaume De Ridder  | RX2e                | Guillaume De Ridder       | 45 (2º)        | 40 (4º)  | 37 (7º)  | 35 (9º)        | 157 | 13    |  |  |
| 5              | 18  | Linus Östlund        | RX2e                | Linus Östlund             | 40 (4º)        | 42 (3º)  | 42 (3º)  | 33 (10º - DNF) | 157 | 12    |  |  |
| 6              | 170 | Isak Reiersen        | RX2e                | EKS JC                    | 39 (5º)        | 35 (9º)  | 38 (6º)  | 40 (4º)        | 152 | 11    |  |  |
| 7              | 13  | Patrick O'Donovan    | RX2e                | Patrick O'Donovan         | 36 (8º)        | 39 (5º)  | 40 (4º)  | 36 (8º)        | 151 | 10    |  |  |
| 8              | 82  | Isak Sjökvist        | RX2e                | Isak Sjökvist             | 37 (7º)        | 38 (6º)  | 36 (8º)  | 39 (5º)        | 150 | 9     |  |  |
| 9              | 21  | Damien Meunier       | RX2e                | Damien Meunier            | 35 (9º)        | 36 (8º)  | 35 (9º)  | 38 (6º)        | 144 | 8     |  |  |
| 10             | 5   | Pablo Suárez         | RX2e                | Ruben Fernandez Gil       | 34 (10º)       | 34 (10º) | 34 (10º) | 37 (7º)        | 139 | 7     |  |  |

Legenda:
|  | Qualificato per le semifinali |

### Semifinali
| Categoria RX1 - Semifinale 1 | Categoria RX1 - Semifinale 1 | Categoria RX1 - Semifinale 1 | Categoria RX1 - Semifinale 1 | Categoria RX1 - Semifinale 1 | Categoria RX1 - Semifinale 1 | Categoria RX1 - Semifinale 1 | Categoria RX1 - Semifinale 1 | Categoria RX1 - Semifinale 1 | Categoria RX1 - Semifinale 1 |
| Pos.                         | N°                           | Pilota                       | Auto                         | Squadra                      | Giri/Joker                   | Tempo                        | Penalità                     | Distacco                     | Punti                        |
| ---------------------------- | ---------------------------- | ---------------------------- | ---------------------------- | ---------------------------- | ---------------------------- | ---------------------------- | ---------------------------- | ---------------------------- | ---------------------------- |
| 1                            | 21                           | Timmy Hansen                 | Peugeot 208                  | Hansen World RX Team         | 6/1                          | 4'28"822                     | –                            | –                            | 6                            |
| 2                            | 69                           | Kevin Abbring                | Renault Mégane R.S.          | Unkorrupted                  | 6/1                          | 4'32"019                     | –                            | +3"197                       | 5                            |
| 3                            | 18                           | Juha Rytkönen                | Ford Fiesta MK6              | Juha Rytkönen                | 6/1                          | 4'34"153                     | –                            | +5"331                       | 4                            |
| 4                            | 18                           | Peter Hedström               | Hyundai i20 WRX              | Hedströms Motorsport         | 6/1                          | 4'35"637                     | –                            | +6"815                       | 3                            |
| 5                            | 68                           | Niclas Grönholm              | Hyundai i20 WRX              | GRX-Set World RX Team        | 6/1                          | 4'36"265                     | +5"000                       | +7"443                       | 2                            |
|                              |                              |                              |                              |                              |                              |                              |                              |                              |                              |
| Categoria RX1 - Semifinale 2 |                              |                              |                              |                              |                              |                              |                              |                              |                              |
| Pos.                         | N°                           | Pilota                       | Auto                         | Squadra                      | Giri/Joker                   | Tempo                        | Penalità                     | Distacco                     | Punti                        |
| 1                            | 9                            | Kevin Hansen                 | Peugeot 208                  | Hansen World RX Team         | 6/1                          | 4'27"773                     | –                            | –                            | 6                            |
| 2                            | 23                           | Krisztián Szabó              | Hyundai i20 WRX              | GRX-Set World RX Team        | 6/1                          | 4'29"283                     | –                            | +1"510                       | 5                            |
| 3                            | 91                           | Enzo Ide                     | Audi S1                      | KYB EKS JC                   | 6/1                          | 4'34"417                     | –                            | +6"644                       | 4                            |
| 4                            | 50                           | Attila Mózer                 | Ford Fiesta MK6              | Nyirad Motorsport KFT        | 6/1                          | 4'43"612                     | –                            | +15"839                      | 3                            |
| 5                            | 1                            | Johan Kristoffersson         | Audi S1                      | KYB EKS JC                   | 3/0                          | 2'37"210                     | –                            | +3 giri                      | 2                            |

| Categoria RX2e - Semifinale 1 | Categoria RX2e - Semifinale 1 | Categoria RX2e - Semifinale 1 | Categoria RX2e - Semifinale 1 | Categoria RX2e - Semifinale 1 | Categoria RX2e - Semifinale 1 | Categoria RX2e - Semifinale 1 | Categoria RX2e - Semifinale 1 | Categoria RX2e - Semifinale 1 |
| Pos.                          | N°                            | Pilota                        | Auto                          | Squadra                       | Giri/Joker                    | Tempo                         | Distacco                      | Punti                         |
| ----------------------------- | ----------------------------- | ----------------------------- | ----------------------------- | ----------------------------- | ----------------------------- | ----------------------------- | ----------------------------- | ----------------------------- |
| 1                             | 35                            | Fraser McConnell              | RX2e                          | Olsbergs MSE                  | 6/1                           | 4'38"638                      | –                             | 6                             |
| 2                             | 18                            | Linus Östlund                 | RX2e                          | Linus Östlund                 | 6/1                           | 4'39"304                      | +0"666                        | 5                             |
| 3                             | 13                            | Patrick O'Donovan             | RX2e                          | Patrick O'Donovan             | 6/1                           | 4'39"912                      | +1"274                        | 4                             |
| 4                             | 21                            | Damien Meunier                | RX2e                          | Damien Meunier                | 6/1                           | 4'41"935                      | +3"297                        | 3                             |
| 5                             | 14                            | Nils Andersson                | RX2e                          | Kristoffersson Motorsport     | 1/0                           | 0'51"639                      | +5 giri                       | 2                             |
|                               |                               |                               |                               |                               |                               |                               |                               |                               |
| Categoria RX2e - Semifinale 2 |                               |                               |                               |                               |                               |                               |                               |                               |
| Pos.                          | N°                            | Pilota                        | Auto                          | Squadra                       | Giri/Joker                    | Tempo                         | Distacco                      | Punti                         |
| 1                             | 47                            | Jesse Kallio                  | RX2e                          | Olsbergs MSE                  | 6/1                           | 4'36"549                      | –                             | 6                             |
| 2                             | 96                            | Guillaume De Ridder           | RX2e                          | Guillaume De Ridder           | 6/1                           | 4'38"632                      | +2"083                        | 5                             |
| 3                             | 82                            | Isak Sjökvist                 | RX2e                          | Isak Sjökvist                 | 6/1                           | 4'42"118                      | +5"569                        | 4                             |
| 4                             | 5                             | Pablo Suárez                  | RX2e                          | Ruben Fernandez Gil           | 6/1                           | 4'46"596                      | +10"047                       | 3                             |
| 5                             | 170                           | Isak Reiersen                 | RX2e                          | EKS JC                        | 6/1                           | 4'48"082                      | +11"533                       | 2                             |

Legenda:
|  | Qualificato per la finale |

### Finali
| Categoria RX1 | Categoria RX1 | Categoria RX1   | Categoria RX1       | Categoria RX1         | Categoria RX1 | Categoria RX1 | Categoria RX1 | Categoria RX1 |
| Pos.          | Nº            | Pilota          | Auto                | Squadra               | Giri/Joker    | Tempo         | Distacco      | Punti         |
| ------------- | ------------- | --------------- | ------------------- | --------------------- | ------------- | ------------- | ------------- | ------------- |
| 1             | 21            | Timmy Hansen    | Peugeot 208         | Hansen World RX Team  | 6/1           | 4'26"709      | –             | 8             |
| 2             | 9             | Kevin Hansen    | Peugeot 208         | Hansen World RX Team  | 6/1           | 4'27"758      | +1"049        | 5             |
| 3             | 69            | Kevin Abbring   | Renault Mégane R.S. | Unkorrupted           | 6/1           | 4'28"354      | +1"645        | 4             |
| 4             | 91            | Enzo Ide        | Audi S1             | KYB EKS JC            | 6/1           | 4'29"863      | +3"154        | 3             |
| 5             | 23            | Krisztián Szabó | Hyundai i20 WRX     | GRX-Set World RX Team | 6/1           | 4'30"405      | +3"696        | 2             |
| 6             | 18            | Juha Rytkönen   | Ford Fiesta MK6     | Juha Rytkönen         | 6/1           | 4'31"345      | +4"636        | 1             |

- Giro più veloce: 42"971 ( Timmy Hansen);
- Miglior tempo di reazione: 0"446 ( Krisztián Szabó);
- Miglior giro Joker: 46"419 ( Krisztián Szabó).

| Categoria RX2e | Categoria RX2e | Categoria RX2e      | Categoria RX2e | Categoria RX2e      | Categoria RX2e | Categoria RX2e | Categoria RX2e | Categoria RX2e |
| Pos.           | Nº             | Pilota              | Auto           | Squadra             | Giri/Joker     | Tempo          | Distacco       | Punti          |
| -------------- | -------------- | ------------------- | -------------- | ------------------- | -------------- | -------------- | -------------- | -------------- |
| 1              | 47             | Jesse Kallio        | RX2e           | Olsbergs MSE        | 6/1            | 4'39"714       | –              | 8              |
| 2              | 35             | Fraser McConnell    | RX2e           | Olsbergs MSE        | 6/1            | 4'41"319       | +1"605         | 5              |
| 3              | 82             | Isak Sjökvist       | RX2e           | Isak Sjökvist       | 6/1            | 4'44"186       | +4"472         | 4              |
| 4              | 96             | Guillaume De Ridder | RX2e           | Guillaume De Ridder | 6/1            | 4'46"924       | +7"210         | 3              |
| 5              | 18             | Linus Östlund       | RX2e           | Linus Östlund       | 6/1            | 4'47"308       | +7"594         | 2              |
| 6              | 13             | Patrick O'Donovan   | RX2e           | Patrick O'Donovan   | 6/1            | 4'50"266       | +10"552        | 1              |

- Giro più veloce: 45"152 ( Jesse Kallio);
- Miglior tempo di reazione: 0"571 ( Jesse Kallio);
- Miglior giro Joker: 49"064 ( Linus Östlund).

## Risultati Euro RX

### Classifica finale
| Categoria RX1 | Categoria RX1 | Categoria RX1           | Categoria RX1     | Categoria RX1                     | Categoria RX1  | Categoria RX1  | Categoria RX1 | Categoria RX1 | Categoria RX1 | Categoria RX1 | Categoria RX1 | Categoria RX1 |
| Pos.          | N°            | Pilota                  | Auto              | Squadra                           | Qualificazioni | Qualificazioni | Semifinali    | Semifinali    | Semifinali    | Finale        | Finale        | PC            |
| Pos.          | N°            | Pilota                  | Auto              | Squadra                           | Pos.           | Punti          | SF1           | SF2           | Punti         | Pos.          | Punti         | PC            |
| ------------- | ------------- | ----------------------- | ----------------- | --------------------------------- | -------------- | -------------- | ------------- | ------------- | ------------- | ------------- | ------------- | ------------- |
| 1             | 16            | Thomas Bryntesson       | Volkswagen Polo   | Thomas Bryntesson                 | 1º             | 16             | 1º            | –             | 6             | 1º            | 8             | 30            |
| 2             | 87            | Jean-Baptiste Dubourg   | Peugeot 208       | Jean-Baptiste Dubourg             | 3º             | 14             | 2º            | –             | 5             | 2º            | 5             | 24            |
| 3             | 18            | Andreas Bakkerud        | Škoda Fabia       | GFS Motorsport Egyesület / ES K&N | 7º             | 10             | 3º            | –             | 4             | 3º            | 4             | 18            |
| 4             | 73            | Tamás Kárai             | Audi S1           | Kárai Motorsport Sportegyesület   | 10º            | 7              | –             | 3º            | 4             | 4º            | 3             | 14            |
| 5             | 18            | Jonathan Pailler        | Peugeot 208       | Jonathan Pailler                  | 8º             | 9              | –             | 1º            | 6             | 5º            | 2             | 17            |
| 6             | 7             | CSUCSU                  | Renault Clio R.S. | CSUCSU                            | 13º            | 4              | –             | 2º            | 5             | 6º            | 1             | 10            |
| 7             | 92            | Anton Marklund          | Volkswagen Polo   | Hedströms Motorsport              | 2º             | 15             | –             | –             | –             | nq            | nq            | 15            |
| 8             | 20            | Fabien Pailler          | Peugeot 208       | Fabien Pailler                    | 4º             | 13             | –             | 5º            | 2             | nq            | nq            | 15            |
| 9             | 23            | Andréa Dubourg          | Peugeot 208       | Andréa Dubourg                    | 5º             | 12             | 4º            | –             | 3             | nq            | nq            | 15            |
| 10            | 77            | René Münnich            | SEAT Ibiza        | ALL-INKL.COM Münnich Motorsport   | 6º             | 11             | –             | 4º            | 3             | nq            | nq            | 14            |
| 11            | 9             | David Nordgaard         | Volkswagen Polo R | David Nordgaard                   | 9º             | 8              | 6º            | –             | 1             | nq            | nq            | 9             |
| 12            | 12            | Anders Michalak         | Volkswagen Polo   | Hedströms Motorsport              | 11º            | 6              | 5º            | –             | 2             | nq            | nq            | 8             |
| 13            | 85            | Hans-Jøran Østreng      | Hyundai i20       | Hans-Jøran Østreng                | 12º            | 5              | –             | 6º            | 1             | nq            | nq            | 6             |
| 14            | 38            | Mandie August           | SEAT Ibiza        | ALL-INKL.COM Münnich Motorsport   | 14ª            | 3              | nq            | nq            | nq            | nq            | nq            | 3             |
| 15            | 76            | Romuald Delaunay        | Citroën DS3       | Romuald Delaunay                  | 15º            | 2              | nq            | nq            | nq            | nq            | nq            | 2             |
| 16            | 11            | Aleš Fučik              | Volkswagen Polo R | KRTZ Motorsport ACCR Czech Team   | 16º            | 1              | nq            | nq            | nq            | nq            | nq            | 1             |
| 17            | 24            | Sivert Svardal          | Volkswagen Polo R | Sivert Svardal                    | 17º            | 0              | nq            | nq            | nq            | nq            | nq            | 0             |
| 18            | 88            | Marcin Gagacki          | Ford Fiesta MK6   | Oponeo                            | 18º            | 0              | nq            | nq            | nq            | nq            | nq            | 0             |
| 19            | 44            | Dariusz Topolewski      | Ford Fiesta MK6   | Oponeo                            | 19º            | 0              | nq            | nq            | nq            | nq            | nq            | 0             |
| 20            | 6             | Jānis Baumanis          | Škoda Fabia       | ESMotorsport                      | 20º            | 0              | nq            | nq            | nq            | nq            | nq            | 0             |
| 21            | 83            | Patrick Guillerme       | Hyundai i20       | Patrick Guillerme                 | 21º            | 0              | nq            | nq            | nq            | nq            | nq            | 0             |
| 22            | 75            | Per Eklund              | Volkswagen Beetle | Eklund Motorsport                 | 22º            | 0              | nq            | nq            | nq            | nq            | nq            | 0             |
| 23            | 19            | Pascal Lambec           | Peugeot 208       | Pascal Lambec                     | 23º            | 0              | nq            | nq            | nq            | nq            | nq            | 0             |
| 24            | 55            | Paulius Pleskovas       | Ford Fiesta MK6   | TSK Baltijos Sportas              | 24º            | 0              | nq            | nq            | nq            | nq            | nq            | 0             |
|               |               |                         |                   |                                   |                |                |               |               |               |               |               |               |
| Categoria RX3 |               |                         |                   |                                   |                |                |               |               |               |               |               |               |
| Pos.          | N°            | Pilota                  | Auto              | Squadra                           | Qualificazioni | Qualificazioni | Semifinali    | Semifinali    | Semifinali    | Finale        | Finale        | PC            |
| Pos.          | N°            | Pilota                  | Auto              | Squadra                           | Pos.           | Punti          | SF1           | SF2           | Punti         | Pos.          | Punti         | PC            |
| 1             | 95            | Yuri Belevskiy          | Audi A1           | Volland Racing KFT                | 1º             | 16             | 1º            | –             | 6             | 1º            | 8             | 30            |
| 2             | 22            | Kobe Pauwels            | Audi A1           | Volland Racing KFT                | 7º             | 10             | –             | 3º            | 4             | 2º            | 5             | 19            |
| 3             | 54            | Marat Knjazev           | Audi A1           | Volland Racing KFT                | 4º             | 13             | –             | 1º            | 6             | 3º            | 4             | 23            |
| 4             | 11            | Jan Černý               | Škoda Citigo      | PAJR s.r.o                        | 2º             | 15             | –             | 2º            | 5             | 4º            | 3             | 23            |
| 5             | 10            | Janno Ligur             | Škoda Fabia       | Ligur Racing                      | 3º             | 14             | 2º            | –             | 5             | 5º            | 2             | 21            |
| 6             | 6             | Damian Litwinowicz      | Audi A1           | Damian Litwinowicz                | 10º            | 7              | –             | 3º            | 4             | 6º            | 1             | 12            |
| 7             | 89            | Timur Šigabutdinov      | Audi A1           | Volland Racing KFT                | 5º             | 12             | 5º            | –             | 2             | nq            | nq            | 14            |
| 8             | 8             | Espen Isaksætre         | Peugeot 208       | Espen Isaksætre                   | 6º             | 11             | –             | 5º            | 2             | nq            | nq            | 13            |
| 9             | 14            | Kasparas Navickas       | Škoda Fabia       | KREDA                             | 8º             | 9              | –             | 4º            | 3             | nq            | nq            | 12            |
| 10            | 60            | Marius Solberg Hansen   | Škoda Fabia       | Alexander Hvaal                   | 9º             | 8              | 4º            | –             | 3             | nq            | nq            | 11            |
| 11            | 5             | Sebastian Høidalen      | Ford Fiesta       | Sebastian Høidalen                | 11º            | 6              | 6º            | –             | 1             | nq            | nq            | 7             |
| 12            | 91            | Martin Kjær             | Ford Fiesta       | Martin Kjær                       | 12º            | 5              | –             | 6º            | 1             | nq            | nq            | 6             |
| 13            | 61            | Jiri Šusta              | Škoda Fabia       | Josef Šusta                       | 13º            | 4              | nq            | nq            | nq            | nq            | nq            | 4             |
| 14            | 23            | Radoslaw Raczkowski     | Škoda Fabia       | Automax Motorsport                | 14º            | 3              | nq            | nq            | nq            | nq            | nq            | 3             |
| 15            | 9             | Dylan Dufas             | Renault Twingo    | Dylan Dufas                       | 15º            | 2              | nq            | nq            | nq            | nq            | nq            | 2             |
| 16            | 58            | Dominik Senegacnik      | Volkswagen Polo   | KRTZ Motorsport                   | 16º            | 1              | nq            | nq            | nq            | nq            | nq            | 1             |
| 17            | 18            | Zsolt Szíjj Jolly       | Audi A1           | Speedy Motorsport                 | 17º            | 0              | nq            | nq            | nq            | nq            | nq            | 0             |
| 18            | 66            | Jérémy Lambec           | Škoda Fabia       | Jérémy Lambec                     | 18º            | 0              | nq            | nq            | nq            | nq            | nq            | 0             |
| 19            | 96            | Marcel Suchý            | Škoda Fabia       | Jihočeský Autoklub V AČR          | 19º            | 0              | nq            | nq            | nq            | nq            | nq            | 0             |
| 20            | 86            | Lukas Ney               | Škoda Fabia       | ADAC Team Weser-Ems e.V.          | 20º            | 0              | nq            | nq            | nq            | nq            | nq            | 0             |
| 21            | 13            | Per Magne Egebø-Svardal | Audi A1           | Per Magne Egebø-Svardal           | 21º            | 0              | nq            | nq            | nq            | nq            | nq            | 0             |

### Finali
| Categoria RX1 | Categoria RX1 | Categoria RX1         | Categoria RX1     | Categoria RX1                     | Categoria RX1 | Categoria RX1 | Categoria RX1 | Categoria RX1 | Categoria RX1 |
| Pos.          | Nº            | Pilota                | Auto              | Squadra                           | Giri/Joker    | Tempo         | Distacco      | Penalità      | Punti         |
| ------------- | ------------- | --------------------- | ----------------- | --------------------------------- | ------------- | ------------- | ------------- | ------------- | ------------- |
| 1             | 16            | Thomas Bryntesson     | Volkswagen Polo   | Thomas Bryntesson                 | 6/1           | 4'27"212      | –             | –             | 8             |
| 2             | 87            | Jean-Baptiste Dubourg | Peugeot 208       | Jean-Baptiste Dubourg             | 6/1           | 4'27"787      | +0"575        | –             | 5             |
| 3             | 18            | Andreas Bakkerud      | Škoda Fabia       | GFS Motorsport Egyesület / ES K&N | 6/1           | 4'28"300      | +1"088        | –             | 4             |
| 4             | 73            | Tamás Kárai           | Audi S1           | Kárai Motorsport Sportegyesület   | 6/1           | 4'33"158      | +5"946        | –             | 3             |
| 5             | 18            | Jonathan Pailler      | Peugeot 208       | Jonathan Pailler                  | 4/1           | 3'12"829      | +2 giri       | –             | 2             |
| 6             | 7             | CSUCSU                | Renault Clio R.S. | CSUCSU                            | 6/1           | 4'33"131      | +5"919        | +2 posizioni  | 1             |

- Giro più veloce: 43"123( Andreas Bakkerud);
- Miglior tempo di reazione: 0"429( Andreas Bakkerud);
- Miglior giro Joker: 46"497 ( Thomas Bryntesson).

| Categoria RX3 | Categoria RX3 | Categoria RX3      | Categoria RX3 | Categoria RX3      | Categoria RX3 | Categoria RX3 | Categoria RX3 | Categoria RX3 |
| Pos.          | Nº            | Pilota             | Auto          | Squadra            | Giri/Joker    | Tempo         | Distacco      | Punti         |
| ------------- | ------------- | ------------------ | ------------- | ------------------ | ------------- | ------------- | ------------- | ------------- |
| 1             | 95            | Yuri Belevskiy     | Audi A1       | Volland Racing KFT | 6/1           | 4'43"685      | –             | 8             |
| 2             | 22            | Kobe Pauwels       | Audi A1       | Volland Racing KFT | 6/1           | 4'44"218      | +0"533        | 5             |
| 3             | 54            | Marat Knjazev      | Audi A1       | Volland Racing KFT | 6/1           | 4'45"145      | +1"460        | 4             |
| 4             | 11            | Jan Černý          | Škoda Citigo  | PAJR s.r.o         | 6/1           | 4'47"314      | +3"629        | 3             |
| 5             | 10            | Janno Ligur        | Škoda Fabia   | Ligur Racing       | 6/1           | 4'47"308      | +4"129        | 2             |
| 6             | 6             | Damian Litwinowicz | Audi A1       | Damian Litwinowicz | 6/1           | 4'48"326      | +4"641        | 1             |

- Giro più veloce: 45"546 ( Yuri Belevskiy);
- Miglior tempo di reazione: 0"560 ( Marat Knjazev);
- Miglior giro Joker: 49"086 ( Marat Knjazev).

## Classifiche di campionato
World RX - RX1 piloti
| Pos. | Pos. | Pilota               | Punti |
| ---- | ---- | -------------------- | ----- |
| 1    | 1    | Timmy Hansen         | 57    |
| 2    | 1    | Kevin Hansen         | 51    |
| 3    | 1    | Krisztián Szabó      | 40    |
| 4    | 3    | Kevin Abbring        | 37    |
| 5    | 2    | Johan Kristoffersson | 37    |
| 6    | 2    | Niclas Grönholm      | 28    |
| 7    | 3    | Enzo Ide             | 25    |
| 8    | 1    | Juha Rytkönen        | 25    |
| 9    | 4    | René Münnich         | 16    |
| 10   | 4    | Timo Scheider        | 15    |
| 11   | 3    | Attila Mózer         | 13    |
| 12   | N    | Peter Hedström       | 11    |
| 13   | 2    | Támas Kárai          | 9     |
| 14   | 2    | Oliver Bennett       | 8     |
| 15   | 2    | Mandie August        | 4     |
| 16   | 1    | Patrick Guillerme    | 2     |
| 17   | 1    | Dan Öberg            | 1     |

World RX - RX1 squadre
| Pos. | Pos. | Pilota                | Punti |
| ---- | ---- | --------------------- | ----- |
| 1    |      | Hansen World RX Team  | 108   |
| 2    |      | GRX-SET World RX Team | 68    |
| 3    |      | KYB EKS JC            | 62    |

World RX - RX2e piloti
| Pos. | Pos. | Pilota                  | Punti |
| ---- | ---- | ----------------------- | ----- |
| 1    |      | Guillaume De Ridder     | 51    |
| 2    | 3    | Jesse Kallio            | 50    |
| 3    | 1    | Fraser McConnell        | 49    |
| 4    | 2    | Patrick O'Donovan       | 34    |
| 5    | 1    | Pablo Suárez            | 31    |
| 6    | 2    | Damien Meunier          | 23    |
| 7    | 4    | Ole Henry Steinsholt    | 21    |
| 8    | N    | Linus Östlund           | 19    |
| 9    | N    | Isak Sjökvist           | 17    |
| 10   | N    | Nils Andersson          | 16    |
| 11   | 4    | Jose-Luis Garcia Molina | 13    |
| 12   | N    | Isak Reiersen           | 13    |
| 13   | 4    | Mark Flaherty           | 10    |
| 14   | 4    | Jan Oscar Ortfeldt      | 9     |

Euro RX - RX1 piloti
| Pos. | Pilota                | Punti |
| ---- | --------------------- | ----- |
| 1    | Thomas Bryntesson     | 30    |
| 2    | Jean-Baptiste Dubourg | 24    |
| 3    | Andreas Bakkerud      | 18    |
| 4    | Jonathan Pailler      | 17    |
| 5    | Anton Marklund        | 15    |
| 6    | Fabien Pailler        | 15    |
| 7    | Andréa Dubourg        | 15    |
| 8    | Tamás Kárai           | 14    |
| 9    | René Münnich          | 14    |
| 10   | CSUCSU                | 10    |
| 11   | David Nordgaard       | 9     |
| 12   | Anders Michalak       | 9     |
| 13   | Hans-Jøran Østreng    | 6     |
| 14   | Mandie August         | 3     |
| 15   | Romuald Delaunay      | 2     |
| 16   | Aleš Fučik            | 1     |
| 17   | Sivert Svardal        | 0     |
| 18   | Marcin Gagacki        | 0     |
| 19   | Dariusz Topolewski    | 0     |
| 20   | Jānis Baumanis        | 0     |
| 21   | Patrick Guillerme     | 0     |
| 22   | Per Eklund            | 0     |
| 23   | Pascal Lambec         | 0     |
| 24   | Paulius Pleskovas     | 0     |

Euro RX - RX3 piloti
| Pos. | Pos. | Pilota                  | Punti |
| ---- | ---- | ----------------------- | ----- |
| 1    |      | Yuri Belevskiy          | 60    |
| 2    |      | Kobe Pauwels            | 43    |
| 3    | 2    | Marat Knjazev           | 41    |
| 4    | 3    | Jan Černý               | 38    |
| 5    | 2    | Timur Šigabutdinov      | 36    |
| 6    |      | Damian Litwinowicz      | 30    |
| 7    | 1    | Kasparas Navickas       | 21    |
| 8    | N    | Janno Ligur             | 21    |
| 9    | 5    | Zsolt Szíjj Jolly       | 18    |
| 10   |      | Radoslaw Raczkowski     | 14    |
| 11   | N    | Espen Isaksætre         | 13    |
| 12   | 2    | Jiri Šusta              | 13    |
| 13   | N    | Marius Solberg Hansen   | 11    |
| 14   | 3    | Siim Saluri             | 8     |
| 15   | N    | Sebastian Høidalen      | 7     |
| 16   | 4    | Marcel Suchý            | 6     |
| 17   | N    | Martin Kjær             | 6     |
| 18   | 5    | Lukas Ney               | 4     |
| 19   | N    | Dylan Dufas             | 2     |
| 20   | N    | Dominik Senegacnik      | 1     |
| 21   | N    | Jérémy Lambec           | 0     |
| 22   | N    | Per Magne Egebø-Svardal | 0     |